# Cyclone-4M

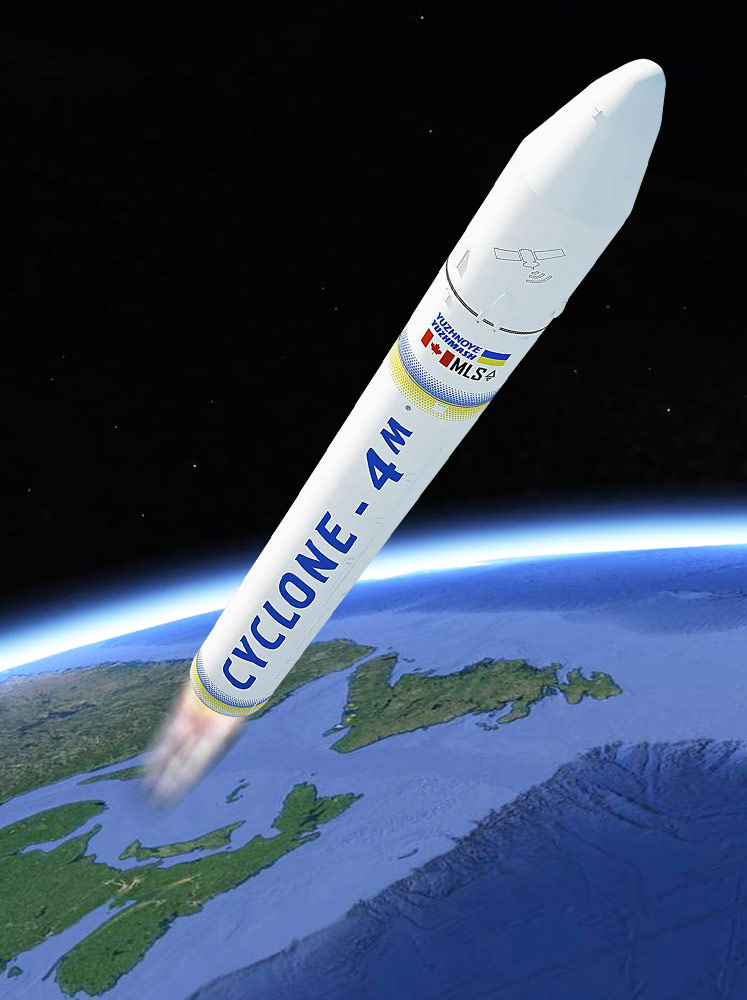

O Cyclone-4M (em ucraniano: Циклон-4M), ou Tsyklon-4M, é um sistema de lançamento descartável ucraniano, de médio porte, desenvolvido pelo renomado escritório estatal de engenharia Yuzhnoye Design Bureau, situado na cidade industrial Dnepropetrovsk, Ucrânia.

## Histórico
O Cyclone-4M é derivado do Cyclone-4, que começou como um foguete descartável de três estágios usando apenas propelentes hipergólicos planejado para ser lançado a partir do Centro de Lançamento de Alcântara no Brasil. No entanto, o Brasil desfez o acordo com a Ucrânia em 2015, muito devido a situação econômica dos dois países, mas também influenciado por questões ambientais devido aos propelentes altamente tóxicos, além de dúvidas de mercado para esse tipo de lançador.
Em março de 2017, a companhia canadense Maritime Launch Services anunciou planos de lançar uma versão modificada, o Cyclone-4M, que usaria uma combinação menos poluente de LOX e RP-1 como propelentes, derivada do primeiro estágio da família Zenit de foguetes no lugar do anterior, baseado no primeiro e segundo estágios do míssil R-36.

## Custos
- Custo do projeto foi estimado em $304M, incluindo $148M para a construção do centro de lançamento.[4]
- Custo por lançamento estimado entre $45M[5] e $60M.[4]

## Especificações
- Altura	38,7 m
- Diâmetro	4.0 m
- Estágios	2

- Carga máxima para 200 km LEO (45.3°)	5.000 kg
- Carga máxima para 500 km LEO	4.600 kg
- Carga máxima para 1.200 km LEO	3.900 kg
- Carga máxima para 500 km LEO polar	3.600 kg
- Carga máxima para 1.200 km LEO polar	3.000 kg
- Carga máxima para 500 km SSO	3.450 kg
- Carga máxima para 1.000 km SSO	3.000 kg
- Carga máxima para 180×35.768 km) GTO (45.2°)	910 kg

1° estágio
- Diâmetro:	3,9 m
- Massa líquida: 260.700 kg
- Massa dos propelentes:	224.800 kg
- Motores: 4 × RD-870
- Empuxo ao nível do mar: 3.130 kN
- Empuxo no vácuo: 3.498 kN
- Impulso específico ao nível do mar: 298 s (2,92 km/s)
- Impulso específico no vácuo: 332 s (3,26 km/s)
- Tempo de queima:	200 s
- Combustível:	LOX / RP-1

2° estágio
- Diâmetro:	3.98 m
- Massa líquida: 14.000 kg
- Massa dos propelentes:	10.700 kg
- Motores:	1 × RD-861K
- Empuxo:	77,63 kN
- Impulso específico: 325 s (3,19 km/s)
- Tempo de queima: 450 s
- Combustível	N2O4 / UDMH

## Locais de lançamento
O Cyclone-4M está planejado para ser lançado a partir de um complexo em Canso, Nova Escócia, com a construção tendo início em 2018 e lançamentos planejados a partir de 2020.